# Chrigel Glanzmann
Chrigel Glanzmann, född 1975, är en schweizisk sångare och grundare av folk metal-bandet Eluveitie. Han har spelat i band som Môr Cylch och Dornwald och spelar förutom i Eluveitie också i bandet Branâ Keternâ.